# Тревожност
Тревожността или безпокойството е психично състояние у човека и животните, при което се активират защитни реакции. Характерни за тревожността са емоционалната напрегнатост, лесната възбудимост, очакването за нещо неопределено. Преживяването често е съпроводено от характерни физически усещания: „буца в гърлото“, „топка в стомаха“ и подобни.

## Видове тревожност
Генерализирана тревожност представлява безпричинното безпокойство. Тя продължава поне шест месеца. Причините за нея са от същия характер, както при хората без такава тревожност, като например пари, здраве, семейство. Въпреки че чувството на притеснение е нормално и се случва на всекиго, генерализираната тревожност е прекомерното, дори дразнещо притеснение. Например, ако по новините са излъчвали репортаж за терористична атака, човекът с генерализирана тревожност би прекарал цяла нощ дори, мислейки за случилото се и вглъбявайки се в проблема.
Социална тревожност се ражда от страха от критика, който води до избягването на социални контакти. Симптомите са изчервяване, трептене, често уриниране, гадене. Случва се обаче нерядко така, че страдащият от този вид тревожност да вярва, че един от тези симптоми всъщност е главният проблем.
Посттравматично разстройство е вид тревожност, която се появява след изживяване, което е било животозастрашаващо или имащо като последствия тежки физически травми, като например от грабеж, изнасилване, война, природно бедствие и други. Симптомите на посттравматичното разстройство се появяват до три месеца, въпреки че е възможно и да останат сподавени до една година. Един от симптомите е повтаряемост на травмата под форма на кошмари. Страдащите от това разстройство често страдат и от депресия, емоционална безчувственост, раздразнителност, чувство за вина и гневни изблици. Злоупотребата с алкохол, главоболие, проблеми със стомашно-чревния тракт също принадлежат към симптомите.